# Urraca Lopes de Haro
Urraca Lopes de Haro  (em castelhano: Urraca López de Haro; c. 1160 — 13 de março de 1230),[a] era a filha do conde Lope Díaz I de Haro, senhor de Biscaia, e da condessa Aldonça, os fundadores do Mosteiro de Santa Maria de San Salvador de Cañas em 1169. Rainha consorte de Leão pelo seu matrimónio com o rei Fernando II, depois de enviuvar, fundou o Mosteiro de Santa María la Real de Vileña onde morreu e foi sepultada.

## Biografia
Urraca tornou-se amante de Fernando II de Leão cerca de 1182 e depois da morte da segunda esposa do rei, Teresa Fernandes de Trava, ela e seus irmãos receberam várias mercês do monarca leonês. Em 1186, seu irmão Garcia Lopes foi nomeado alferes real e em 1187, outro irmão, Diego obteve a tenência da Extremadura leonesa. Coincidindo com seu matrimónio em maio de 1187, com Fernando II, o rei lhe doou os senhorios de Monteagudo e Aguilar.

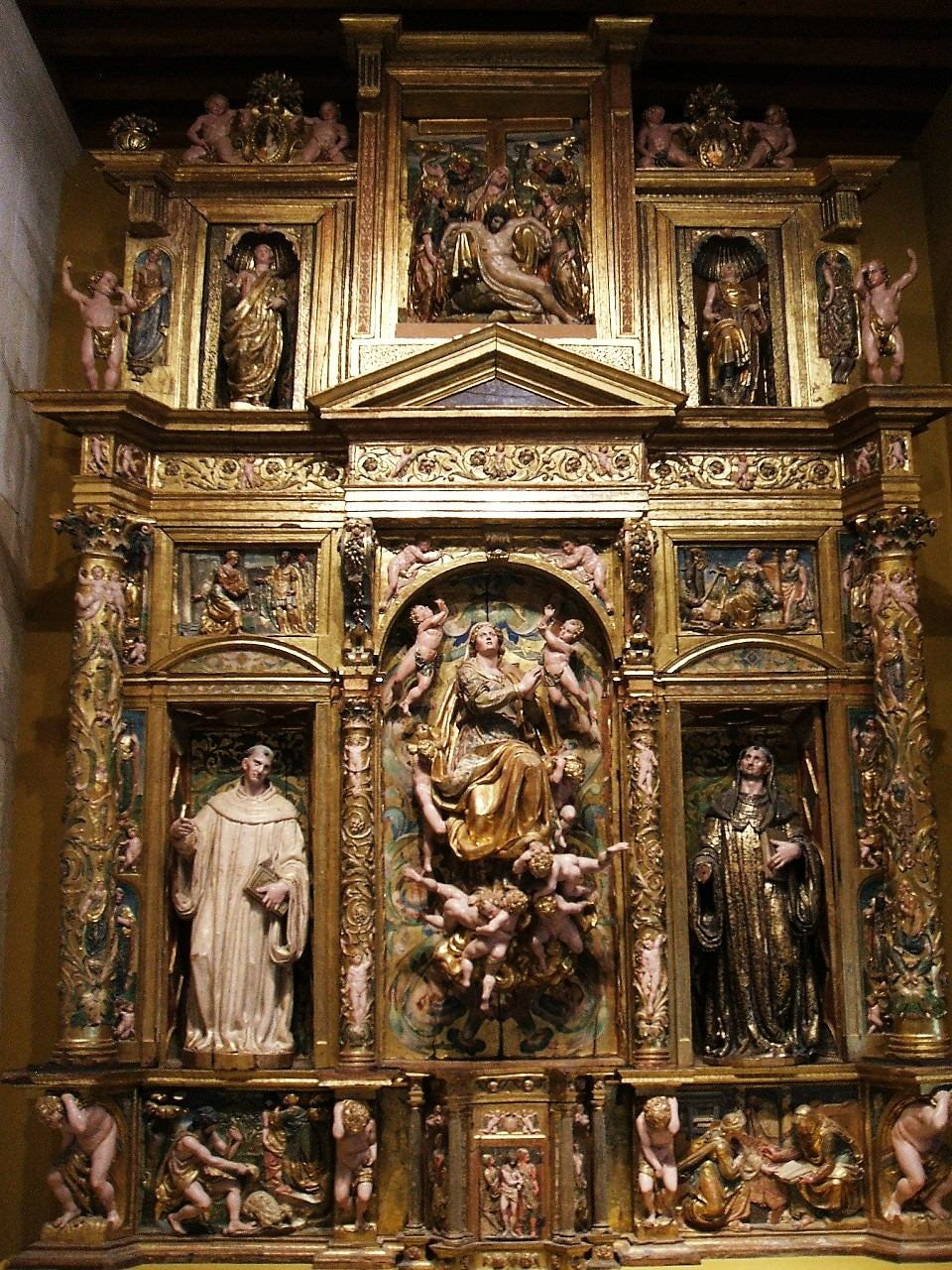
Retábulo da Assunção do desaparecido Mosteiro de Santa María la Real de Vileña

Poucos meses depois de seu casamento, que durou cerca de nove meses, Urraca, que sabia que estava-se aproximando o fim da vida do rei, tentou elevar ao trono de Leão seu único filho sobrevivente, Sancho Fernandes de Leão, em detrimento do infante Afonso, filho primogênito de Fernando II e da rainha Urraca de Portugal. Para atingir o seu objectivo, Urraca diz que o nascimento do infante Afonso era ilegítimo devido a que o matrimónio de seus pais havia sido anulado por razões de consanguinidade. O rei Fernando então desterrou a seu filho o que representou um triunfo para a madrasta de Afonso, que se esforçou para que seu filho Sancho herdasse o trono após a morte de seu pai, embora essa pretensão recebeu poucos apoios, mesmo entre os seus parentes, devido à pouca idade do infante. Urraca também enfrentou-se com os Trava que eram os defensores dos direitos do infante Afonso, que havia crescido com eles, assim como com os Lara, filhos do primeiro matrimónio de Teresa Fernandes de Trava, a segunda esposa do rei Fernando II.
Após a morte de Fernando II, sua viúva refugiou-se em Castela onde reinava Afonso VIII de Castela, o sobrinho do falecido rei, e confiou o governo de seus castelos em Leão a seu irmão Diego, embora Afonso IX de Leão, temeroso do poder da família Haro, pactou com seu primo o rei Afonso VIII e atacou e se apoderou das fortalezas da rainha Urraca no Reino de Leão.

## Fundação do Mosteiro de Vileña

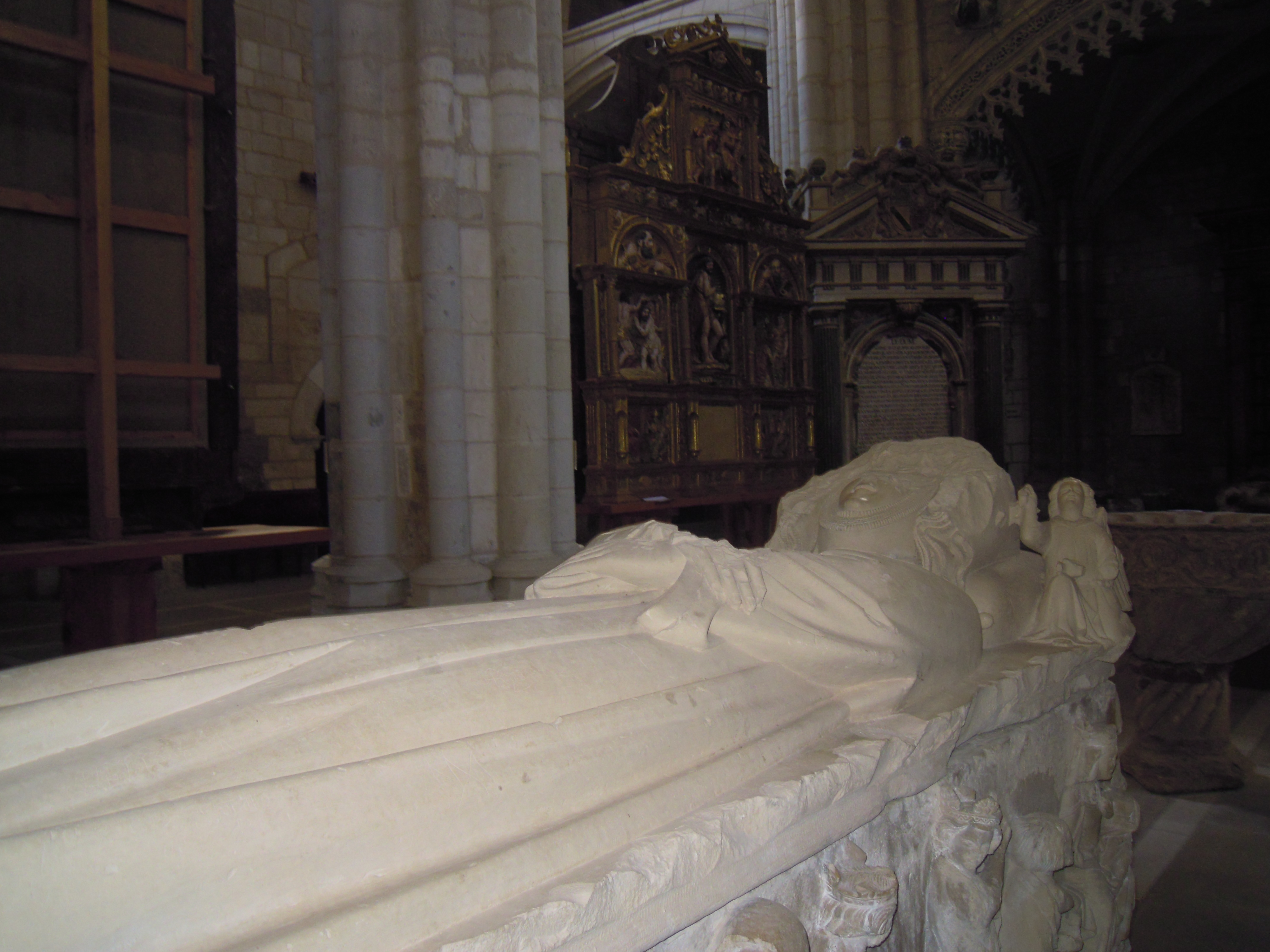
Túmulo da rainha Urraca Lopes de Haro

Em 1213, o conde Álvaro Nunes de Lara, esposo de Urraca Díaz de Haro, entregou à rainha viúva, tia de sua esposa, várias propriedades que havia adquirido em La Bureba localizadas em Santa María Rivarredonda, e nos montes de Petralata, assim como um poço de salmoura em Poza de la Sal. Depois da morte do conde de Lara, com estas propriedades, e mais outras que havia adquirido, Urraca fundou em 1222 o Mosteiro de Santa Maria la Real de Vileña que foi incorporado à Ordem de Cister, onde tomou os hábitos e se retirou. A rainha Urraca não foi abadessa no Mosteiro de Cañas, já que, apesar da frequente confusão, a abadessa desse mosteiro foi a sua sobrinha homônima, Urraca Díaz de Haro, filha de seu irmão Diego, que se tornou abadessa quando viúva.

## Matrimónios e descendência
O seu primeiro casamento foi com o magnata galego Nuno Melendes, parente de sua mãe  — filho de Melendo Nunes e de Maria Froilaz, filha do conde Fruela Dias e de Maria Froilaz de quem teve uma filha:
- Maria Nunes (morta em 1255), que foi monja e aparece fazendo uma doação com a sua mãe e irmão Sancho em 1195 ao Mosteiro de Santa María de Trianos.[9]

De seu segundo matrimónio em maio de 1187 como o rei Fernando II nasceram três filhos: Garcia e Afonso que morreram na infância, e Sancho Fernandes de León (1186-1220), 2.° senhor de Monteagudo e Aguilar.